# Ида-Вирумаа
И́да-Ви́румаа (эст. Ida-Virumaa), или И́да-Ви́руский уе́зд (эст. Ida-Viru maakond) — один из 15 уездов Эстонии. Административный центр до 1 января 2018 года — город Йыхви. С 1 января 2018 года уездные управы и, соответственно, должности старейшин уездов в Эстонии упразднены, их обязанности переданы государственным учреждениям и местным самоуправлениям.
Один из наиболее урбанизированных регионов Эстонии, здесь располагаются 3 из 10 крупнейших городов страны (Нарва, Кохтла-Ярве и Силламяэ). 

## География
Расположен на северо-востоке страны. Граничит на севере и востоке с Россией. Территория уезда простирается до Финского залива на севере, до реки Нарвы на востоке и до Чудского озера на юге. На западе и юго-западе уезда граница тянется через леса и болота Алутагузе, вдоль территории Ляэне-Вируского и Йыгеваского уездов. Площадь уезда Ида-Вирумаа — 2971,51 км².
Площадь Ида-Вирумаа — 2971,88 км², что составляет 7,4 % от общей площади Эстонии. 
В течение тысячелетий крупнейшие реки уезда сформировали служащий естественной защитой глинт. Меньшие реки несут свои воды в море, формируя береговые уступы. К ним относятся: Тырвайыги, Лангевоя и Алуоя. Самая высокая — Валасте. Чем длиннее берег, тем более развиты береговые выступы, давая местным жителям больше свободы.
Прибрежье Сака-Онтика-Тойла является наивысшим Балтийским глинтом, и наиболее длинной неразрывной частью, пролегающей от Сака до Тойлаской глинтовой бухты. Внимание археологов он привлёк ещё пару веков назад, прежде всего своими открытыми наслоениями кембрийского и доордовикского периодов.
Средняя высота прибрежья — более 50 метров, вблизи деревни Онтика она достигает своего максимума — 55,6 м. Между берегом и водной границей местность неровная, с очень каменистой осыпью. Здесь находится наивысший в Эстонии 30,5-метровый водопад Валасте. В 1996 году по предложению комиссии по защите природы Северо-Восточное приморье было объявлено природным наследием и народным символом. Также организация ЮНЕСКО признала его мировым наследием.

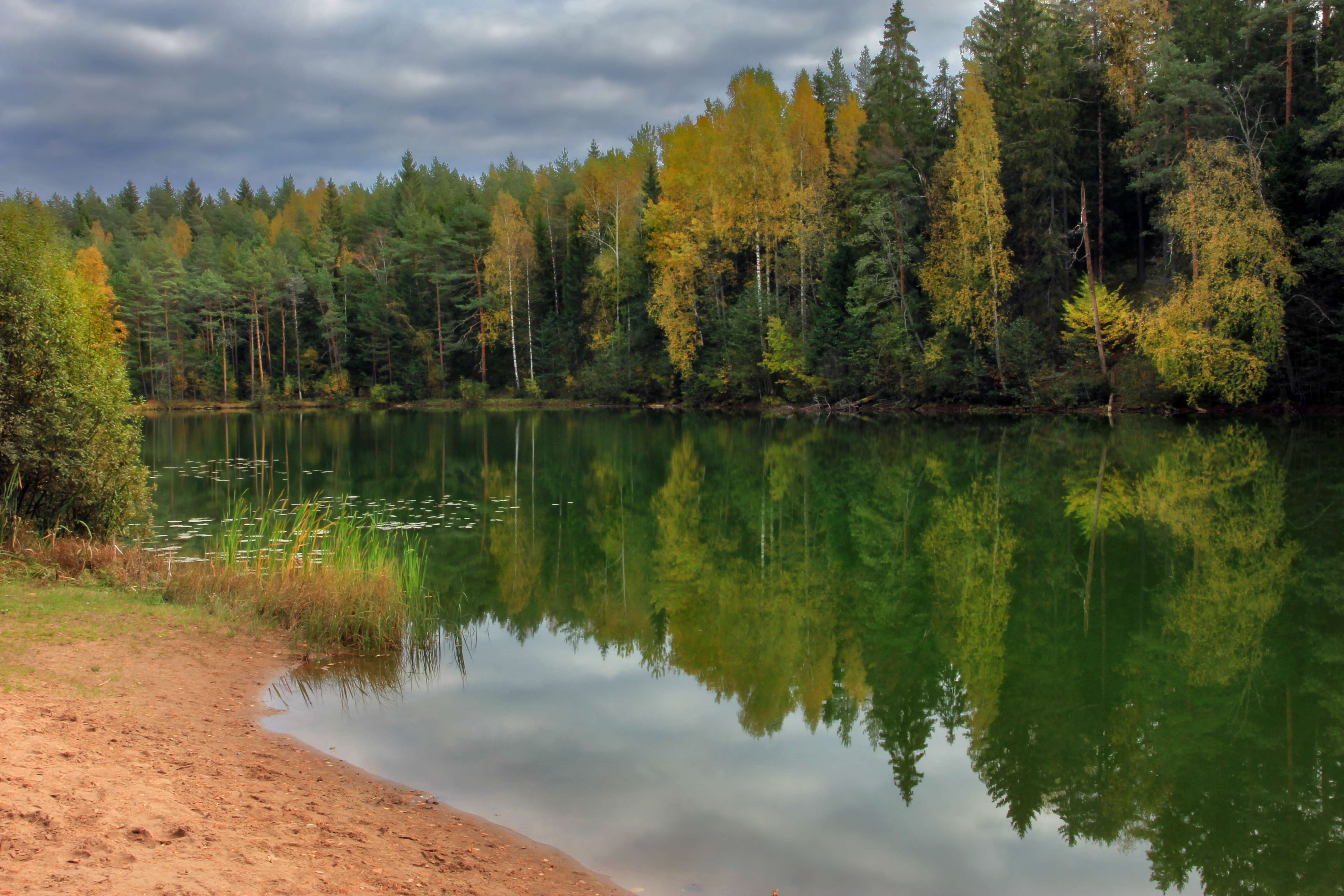
Озеро Песуярв

Система озёр Куртна — крупнейшая в Эстонии — расположена на образовании, сформировавшемся во время ледникового периода в окрестностях Куртна. Более 30 км² заняты 40 различными по площади и глубине озёрами. В регионе в течение десятилетий сформировалась своеобразная экосистема. В 1987 году здешняя природа стала частью ландшафтного заповедника.
Группа холмов Синимяэ в Вайвара состоит из 3 связанных между собой холмов, ориентированных с востока на запад. Их общая длина — 3,4 км, высота основания — около 35 метров. Абсолютная высота: Торнмяги — 69,9 м, Пыргухауамяги — 82,3 м и Паргимяги — 84,6 м.
Парк Ору — наиболее богатый парк Эстонии (более 200 видов деревьев и кустарника), расположенный в устье реки Пюхайые, и возведенный в конце XIX — начале XX веков согласно плану и под руководством директора Рижских садов и парков Г. Куфальдта. Озеро Ульястэ находится на высоте 66 м над уровнем моря. Его средняя глубина — 2,5 м. В окрестностях озера множество источников. Озеро является местом отдыха для жителей Кивиыли и Сонда.
В районе Борони Йыэ (в Ору) находятся насаждения, которым уже более 100 лет. Сюда ещё не ступала нога человека. Древний лес дополняют 1,5-метровые папоротники и толстый слой мха. В ложбине реки видны выступающие породы средне-девонского периода.
Нарвский водопад расположен на реке Нарва, там, где Кренгольмский остров делит реку на две части. Высота восточного водопада — 6—6,6 м, западного — 3,2—6,5 м. Из-за плотины гидроэлектростанции водопад большую часть времени мелководный.
В 2018 году на территории уезда был основан национальный парк Алутагузе.
В уезде находятся:

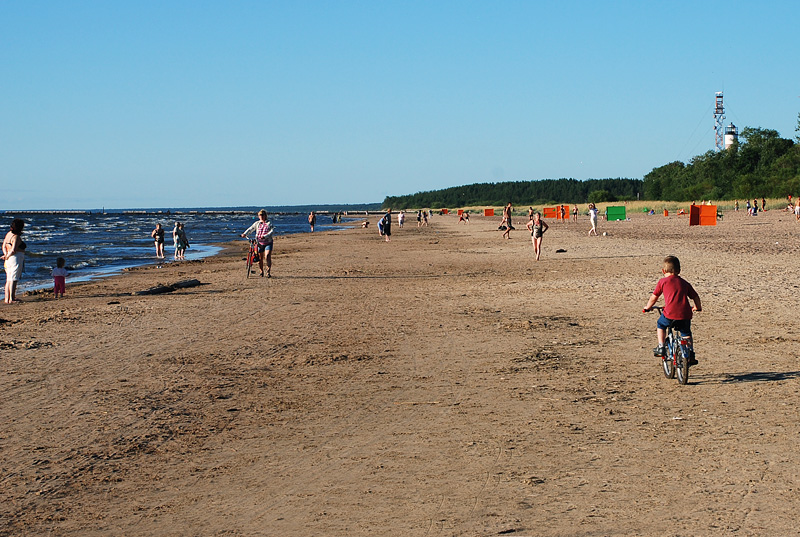
Пляж в Нарва-Йыэсуу

- Самая полноводная река Эстонии — река Нарва (400 м³ в секунду)
- Самая большая в Эстонии система озёр — озера Куртна (40 озёр на 30 км²)
- Крупнейшая в мире шахта по добыче горючих сланцев — шахта «Эстония»
- Самые высокие трубы в Эстонии — Эстонская электростанция (250 м)
- Самые высокие в Эстонии искусственные горы — Коксовые горы или Тухамяэд (до 173 м от уровня моря)
- Самый высокий водопад в Эстонии — водопад Валасте (25 м)
- Самый высокий в Эстонии прибрежный глинт (обрыв) — Онтика (56 м)
- Самый длинный пляж Эстонии — пляж на Чудском озере (более 30 км)
- Самое большое озеро Эстонии — Чудское озеро или Пейпси ярв (около 3555 км²)
- Самый длинный пляж на морском побережье — Нарва-Йыэсуу (7,5 км)[10]

## Муниципалитеты
С октября 2017 года уезд состоит из 8 самоуправлений: 4 городских муниципалитета и 4 волости.

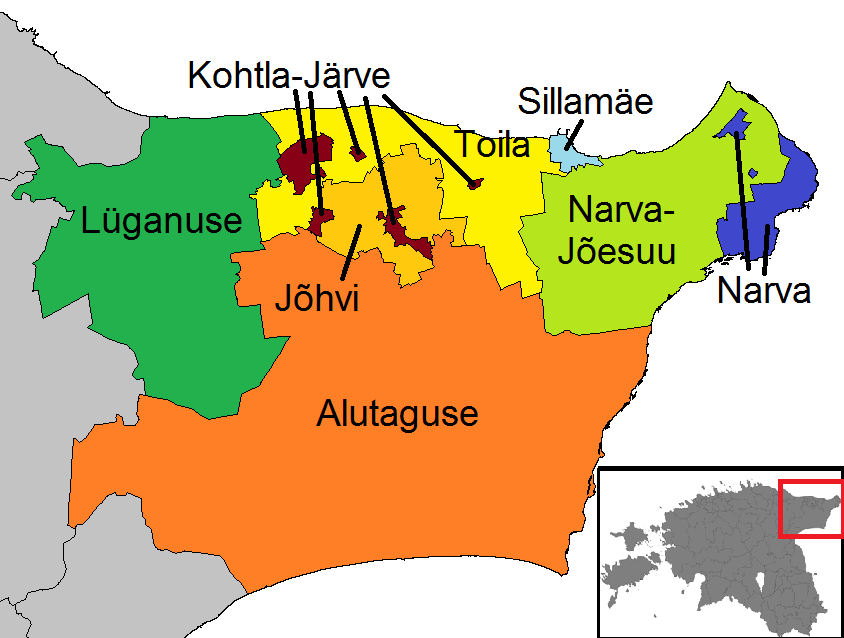
Муниципалитеты Ида-Вирумаа после реформы 2017 года

Города-муниципалитеты:
 Кохтла-Ярве
 Нарва
 Силламяэ
 муниципалитет Нарва-Йыэсуу (включая город Нарва-Йыэсуу)
Волости:
 Алутагузе
 Йыхви (включая город Йыхви)
 Люганузе (включая город Пюсси и Кивиыли)
 Тойла
С 1 января 2018 года уездные управы и, соответственно, должности старейшин уездов в Эстонии упразднены. Их обязанности переданы государственным учреждениям и местным самоуправлениям.
До административно-территориальной реформы 2017 года в составе уезда было 20 самоуправлений: 5 городов-муниципалитетов и 15 волостей.

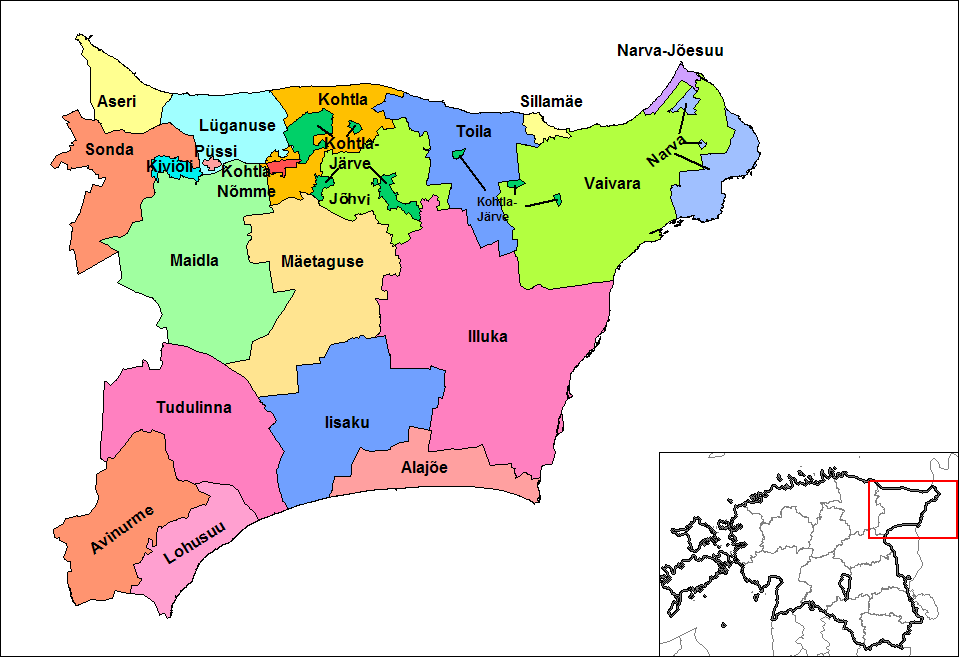
Муниципалитеты Ида-Вирумаа до реформы 2017 года

Города-муниципалитеты:
- Кивиыли
- Кохтла-Ярве
- Нарва
- Нарва-Йыэсуу
- Силламяэ

Волости:
- Авинурме
- Азери
- Алайыэ
- Вайвара
- Ийзаку
- Иллука
- Йыхви (включая город Йыхви)
- Кохтла
- Кохтла-Нымме
- Лохусуу
- Люганузе (включая город Пюсси)
- Мяэтагузе
- Сонда
- Тойла
- Тудулинна

## Население
В 2024 году численность населения уезда составила 132286, плотность населения — 44,52 чел/км². 
В Ида-Вирумаа, как и в большинстве уездов Эстонии, сложилась неблагоприятная демографическая обстановка. Общий коэффициент рождаемости (ОКР) в уезде в 2005 году составил 9,4 ‰, а смертности — 15,3 ‰. Таким образом, естественный прирост был отрицательным − 5,9 ‰.
В последние годы численность населения уезда продолжает неуклонно снижаться. Если на 1 января 2015 года здесь проживало 144 941 человек, то по состоянию на 1 января 2024 года — 132 286 человек. Самое большое сокращение числа жителей произошло в волости Люганузе и волости Алутагузе.
Число жителей Ида-Вирумаа на 1 января каждого года по данным Департамента статистики :
| 2018    | 2019      | 2020      | 2021      | 2022      | 2023      | 2024      |
| ------- | --------- | --------- | --------- | --------- | --------- | --------- |
| 138 266 | ↘ 136 240 | ↘ 134 259 | ↘ 131 913 | ↗ 132 741 | ↗ 133 358 | ↘ 132 286 |

### Данные переписи 2021 года
По данным переписи населения Эстонии 2021 года, число жителей уезда составляло 132 741 человек; доля населения в возрасте 65 лет и старше — 26,2 % (34 837 чел.), доля населения младше 14 лет — 12,9 % (17 090 чел.).
Характерной особенностью уезда является преобладание в нём русских и русскоязычного населения. 73,3 % населения уезда составили русские (97 231 чел.), 18,5 % —  эстонцы (24 490 чел.), 2,5 % — украинцы (3265 чел.), 2,1 % —  белорусы (2720 чел.), 0,8 % — финны (1065 чел.), 0,3 % —  татары (433 чел.), 0,3 % — немцы (345 чел.), 0,3 % —  поляки (338 чел.), 0,2 % — латыши (288 чел.), 0,2 % — литовцы (263 чел.), 0,1 % — армяне (188 чел.), 0,1 % — евреи (115 чел.), 1,4 % — другие национальности (1 809  чел.), национальность 0,1 % жителей неизвестна (191 чел.). 
Из общего числа жителей уезда доля граждан Эстонии составила 56,86 % (75 472 чел.), граждан России — 26,9 % (35 705 чел.), лиц без гражданства — 13,96 % (18 529 чел.), граждан других стран — 2,27 % (3014 чел.), гражданство неизвестно — 0,02 % (21 чел.). По данным переписи населения Эстонии 2021 года 73,25 % населения уезда составляют русские или 30,84 % всех русских Эстонии проживает в Ида-Вирумаа. По данным переписи населения Эстонии 2021 года в уезде проживает 43,71 % (35 705 чел.) всех граждан России проживающих в Эстонии.
В уезде проживало 27,82 % (18 529 чел.) всех апатридов Эстонии. Русское и русскоязычное население преобладает на более урбанизированном востоке уезда, эстонское — на его западе. Центральная часть уезда имеет смешанное население, преимущественно русскоязычное в городах и преимущественно эстонское в сельской местности. Уезд Ида-Вирумаа имеет наибольший процент постоянных жителей, не имеющих гражданства Эстонии.
Для 110 255 человек (83,06 % населения уезда) родным был русский язык, для 19 276 человек (14,52 %) — эстонский язык, для 1045 человек (0,79 %) — украинский, для 311 человек (0,23 %) — белорусский, для 123 человека (0,09) — татарский, для 118 человек (0,09 %) — латышский, для 105 человек (0,08 %) — финский, для 95 человека (0,07 %) — азербайджанский, для 83 человек (0,06 %) — армянский, для 83 человек (0,06 %) — английский, для 74 человек (0,06 %) — немецкий, для 73 человек (0,05 %) — французский, для 25 человек (0,02 %) — испанский, для 18 человек (0,03 %) — английский, для 17 человек (0,01 %) — литовский, для 797 человек (0,6 %) — иной язык, родной язык 261 человека (0,2 %) неизвестен.

## История
Одно из наиболее известных древних поселений находится недалеко от Кунда. Около 3000 лет назад на плато северного побережья располагалась возделываемая территория. Самые ранние из найденных железных предметов находились в захоронении Сопе (Люганузе).

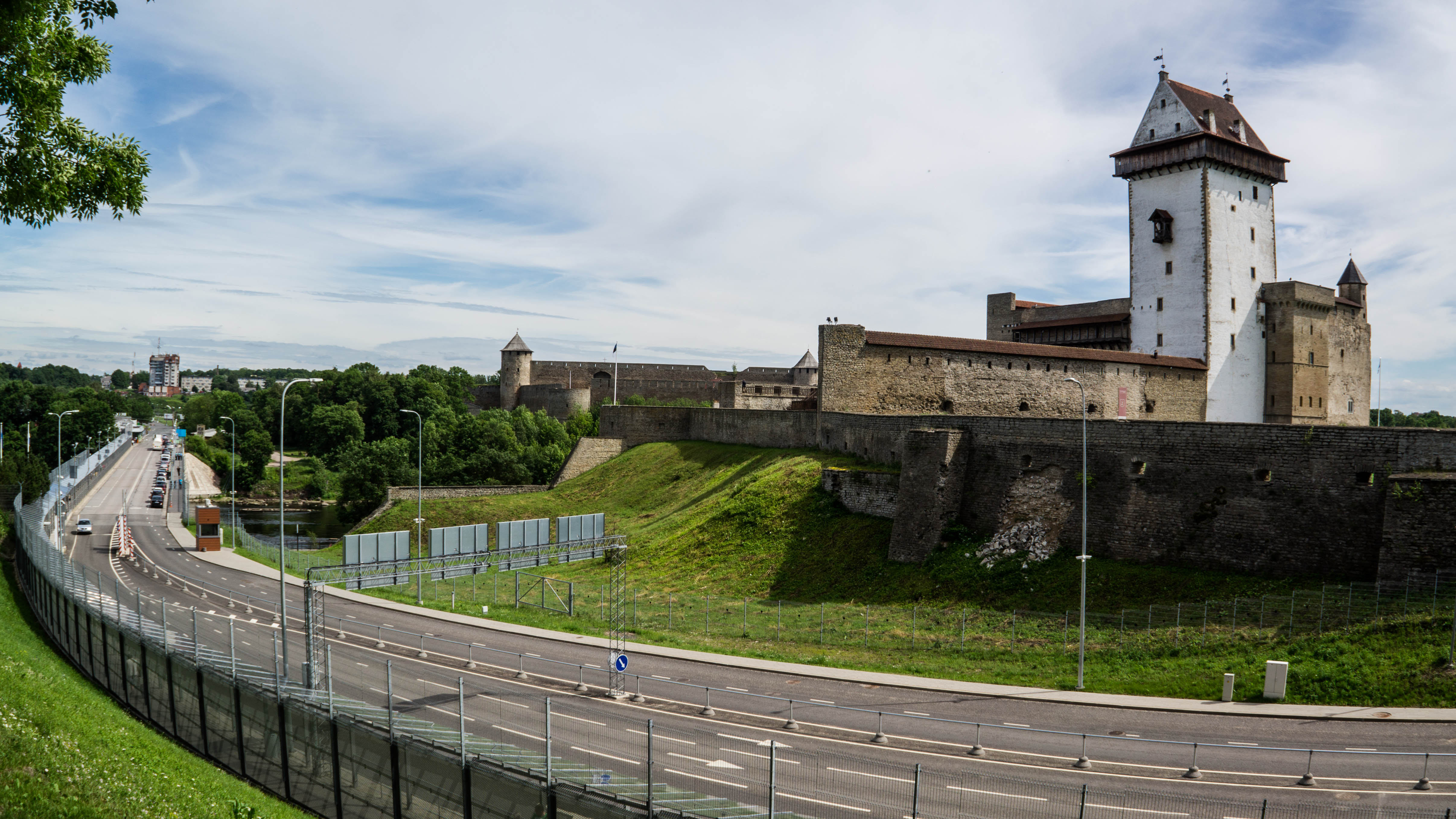
Нарвский замок

В X—XIII веках на землю Вирумаа приплыли викинги. Их могильники расположены в северной и восточной частях уезда. 18 февраля 1268 года в Вирумаа устремились новгородцы под предводительством князя Дмитрия Александровича и псковитяне во главе с литовским князем Довмонтом. В начале XIII века здешнюю землю опустошали немецкие крестоносцы. В 1219—1220 годах местное население было крещено датчанами. Их власть над северной частью Эстонии продлилась более одного века.
В 1346 году Дания продала свои владения Тевтонскому ордену, чем обозначилось начало мирного периода, завершившегося в 1558 году Ливонской войной с Русским царством, после которой эти земли стали частью Швеции. В начале XVIII века в ходе Северной войны регион вошёл в состав Российской империи как часть Эстляндской губернии (Везенбергский уезд), с 1918 года — в составе независимой Эстонии, с 1940 года — в составе СССР.
Уезд является западной частью исторического Принаровья. При распаде СССР в 1990—1991 годах предпринималась попытка провозглашения Нарвской республики (Принаровской ССР), а в 1993 году — Принаровской автономии.

## Экономика
Уезд имеет долгую историю развития промышленности. Здесь находятся основные энергетические и производственные мощности Эстонии, которые дают около 16 % от общего промышленного продукта Эстонии.

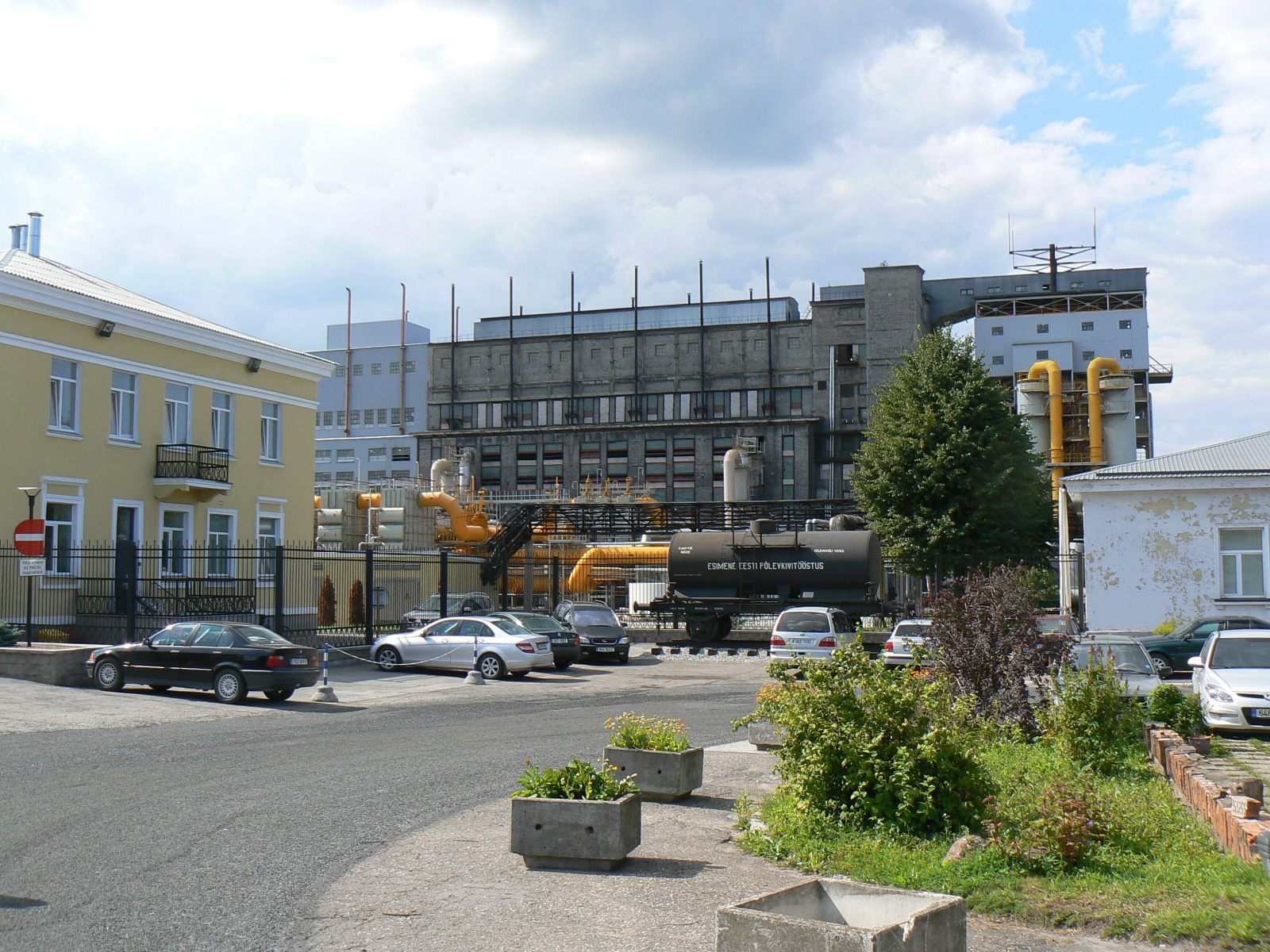
Сланцедобывающее предприятие «VKG Energia» в Кохтла-Ярве

Крупнейшие экономические направления:
- добыча и переработка горючего сланца, производство электроэнергии и теплоэнергии
- химическая промышленность
- торговля
- строительство и производство строительных материалов
- деревообработка
- металлообработка
- производство продуктов питания
- туризм

### Энергетика
Четверть жителей Ида-Вирумаа связаны с энергетикой — это добыча сланца и производство электро- и теплоэнергии. В Нарве — городе энергетиков — производство энергии при помощи водяного колеса началось уже в конце XIX века, сегодня же электричество отсюда поступает на территорию всей республики.
Производство электричества осуществляется благодаря залегающему в недрах уезда (до 70 м) горючему сланцу. Его добычей занимается концерн «Ээсти Пылевкиви» (эст. Eesti Põlevkivi), который добывает в год 10—12 млн тонн сланца из недр Эстонского сланцевого месторождения, которое простирается с запада на восток от Кивиыли до Нарвы и с севера на юг от Йыхви до Вяйке-Пунгерья. Добыча сланца осуществляется т. н. открытым способом на карьерах (разрезах) «Нарва», а также на двух подземных шахтах — «Эстония» и «Оямаа».
Химическая промышленность стала использовать сланец уже в 20-е гг. XX века, в 50-е гг. добыча сланца была сориентирована на производство электричества, что сохраняется и сегодня — на производство же сланцевого масла уходит около одной пятой части добываемого сланца. Производство электроэнергии на базе горючего сланца сохранится примерно в течение 30 лет.

### Заработная плата учителей
С 1 января 2023 года минимальный размер оплаты труда учителей общеобразовательных школ в Эстонии выросла до 1749 евро в месяц. При составлении госбюджета на 2023 год правительство Эстонии, в рамках перевода русскоязычного образования на эстонский язык, разрешило увеличить зарплату учителей русских школ уезда Ида-Вирумаа, владеющих эстонским языком, в 1,5 раза, то есть её минимальный размер может составить 2623,5 евро в месяц, а в реальности — около 3000 евро.

## Образование

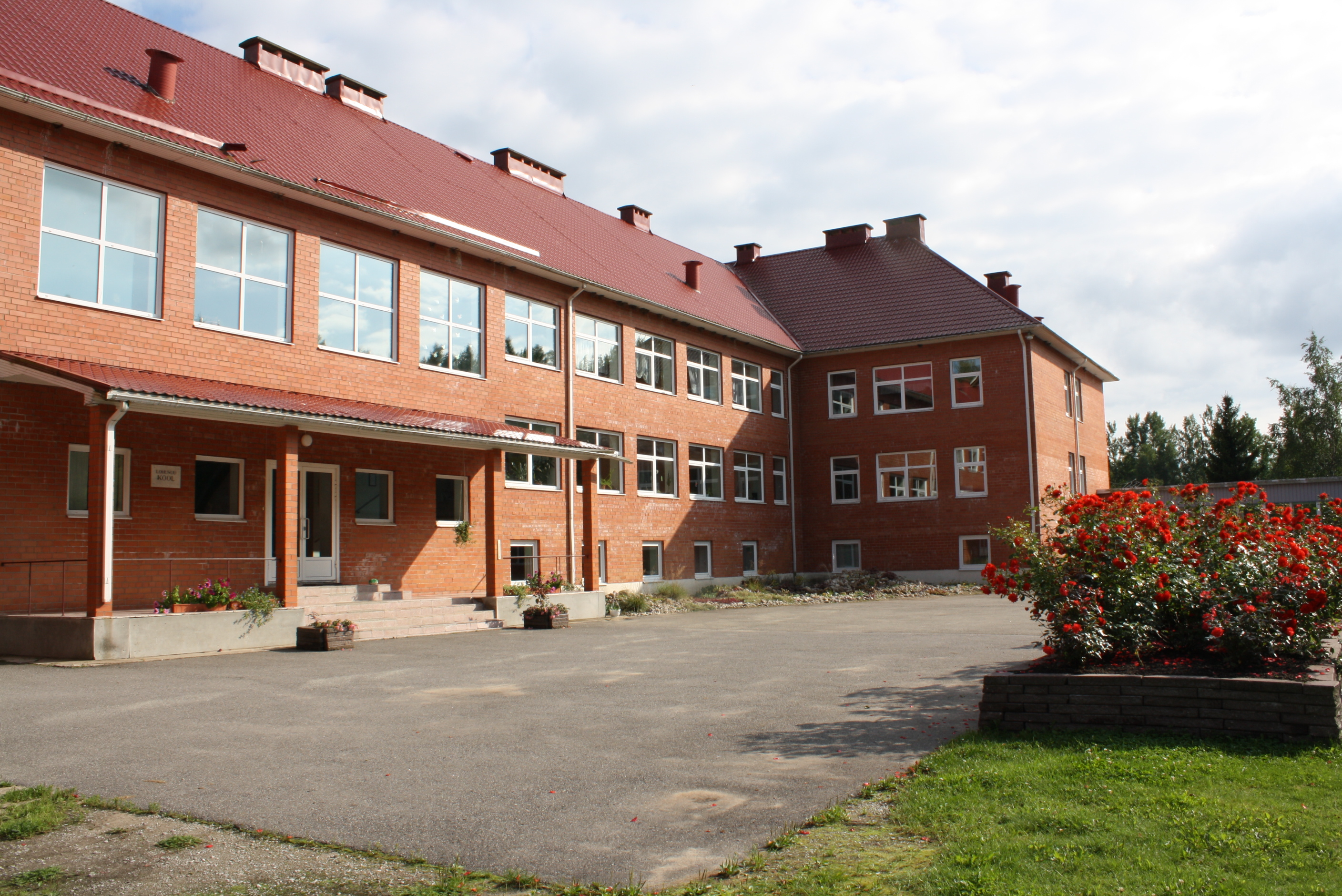
Школа Лохусуу

В 2021 году в общеобразовательных школах уезда обучалось 20 800 человек, из них 80 % — в школах с русским языком обучения. В Ида-Вирумаа работала 51 общеобразовательная школа (с русским языком обучения — 28, с эстонским — 15, двуязычных — 8), 60 дошкольных учреждений и 6 учреждений, дающих профессионально-техническое образование. Три училища и техникум объединены в Ида-Вируский учебно-профессиональный центр в Йыхви, также имеются училища в Силламяэ и Нарве.
Высшее образование можно получить в двух вузах: в Нарвском колледже Тартуского Университета и Вирумааском колледже Таллинского технического университета. Первый специализируется на подготовке преподавателей и социальных работников, второй — на подготовке специалистов в области экономики и управления, а третий — на высшем образовании в технической сфере.
В Кохтла-Ярве работает филиал Таллинской высшей школы здравоохранения (эст. Tallinna Tervishoiu Kõrgkool), где можно получить высшее медицинское сестринское образование.

## Культура
Культурная жизнь Ида-Вирумаа яркая и многообразная. Кроме эстонских коллективов, содействующих сохранению и развитию национальной культуры, в уезде также представлены танцевальные и певческие коллективы русского, белорусского, украинского, немецкого, ингерманландского, татарского, польского, еврейского, узбекского и чувашского народов. Культурная жизнь уезда освещается двуязычной уездной газетой «Северное побережье» (эст. «Põhjarannik»).
В уезде так же действуют одни из старейших в Эстонии коллективов — Люганусский певческий хор (основан в 1855 году) и Йыхвиский смешанный хор «HELI» (основан в 1862 году). Ряды хоровых исполнителей дополняют Авинурмеский, Оонурмеский, Атсаламаский, Кивиыльский и хор Русской гимназии Кивиыли, Нарвский, Силламяэский, Кохтла-Ярвский, Азериский, Кохтла-Ныммеский, Йизакуский певческие хоры и многочисленные школьные хоры. На всеобщих певческих праздниках Ида-Вирумаа представляют свыше 2000 певцов.
Из коллективов народных танцев наиболее известные — танцевальный ансамбль «VIRULANE», Йыхвиская женская танцевальная группа «GEVI», Силламяэский коллектив «SUVENIIR», Нарвские «JUN-OST» и «Супер-пупер», танцевальные группы Таммику, Мяетагузе, Ийзаку, Люганузе, Майдла, Вока и др.
По традиции каждый год в уезде проходят дни хоровой песни, народных танцев, народной музыки, духовой музыки, вокальных ансамблей и кружков драмы. Через год проходит [[фольклор]ный фестиваль «KIRDE KILLAD», популярны так же певческие праздники, проходящие на Тойлаской певческой сцене и танцевальные праздники, организуемые на стадионе Вока. Из недавно сложившихся больших общественных мероприятий можно выделить Кохтла-Ныммеский праздник «Tuhamägede Talvine Tantsupidu» и проводимый на горе Синивоорэ «Suvine Tuhamägede Tantsupidu».
В числе известных по всей республике культурных мероприятий — ярмарка рукоделия «Viru Nikerdaja», Авинурмеская бочарная ярмарка, рыбная ярмарка Лохусуу, Йыхвиский фестиваль «Rahvuskultuuriseltside loomepada» и организуемый в Вайкла народный праздник «Peipsi Jaanik», летний фестиваль «Музыка 7 городов», единственный в Эстонии балетный фестиваль, проводимый в мае в Йыхви, фестиваль «Славянский свет». В августе в центре приключенческого спорта Кивиыли проводится мотофестиваль. 

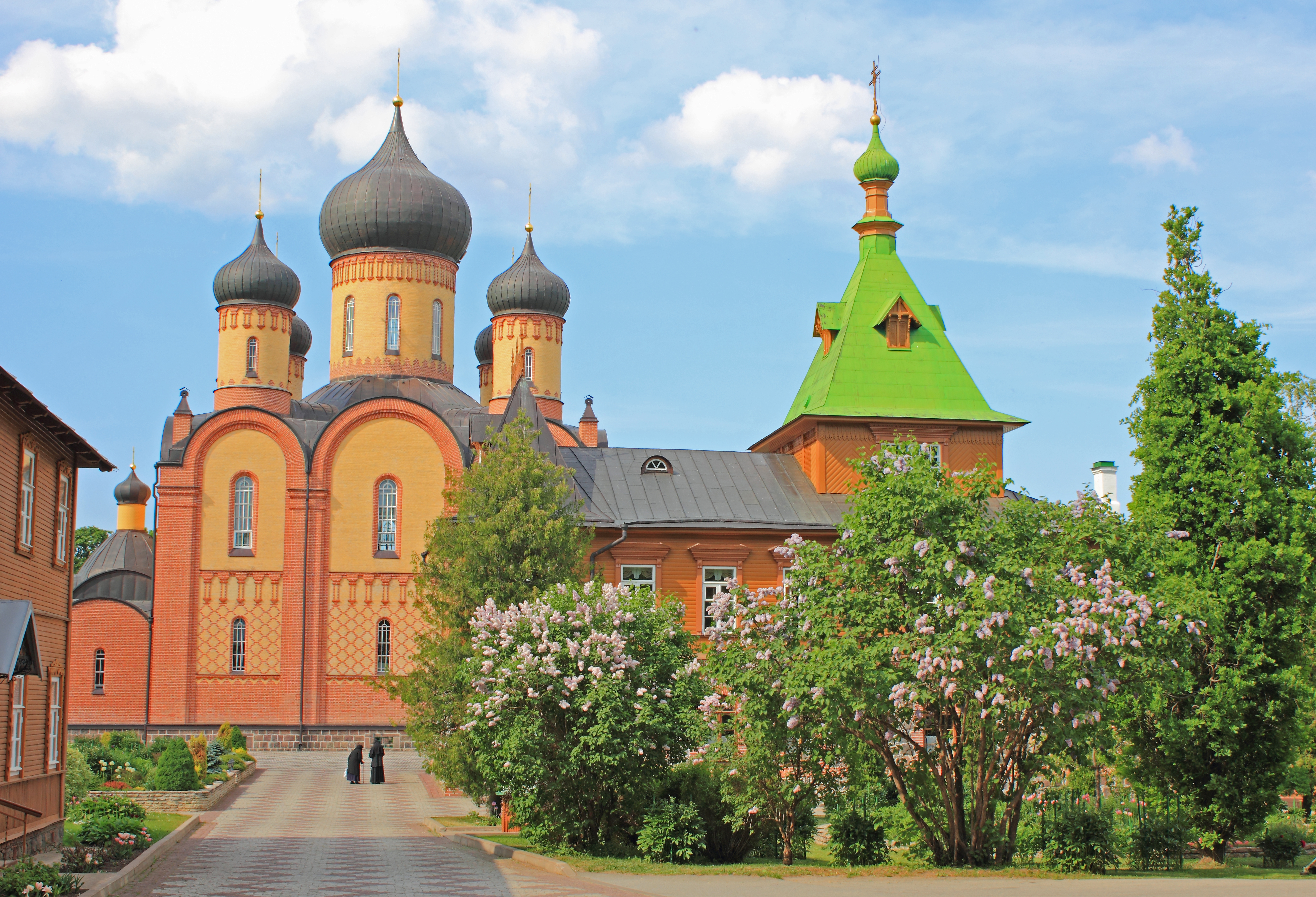
Пюхтицкий монастырь
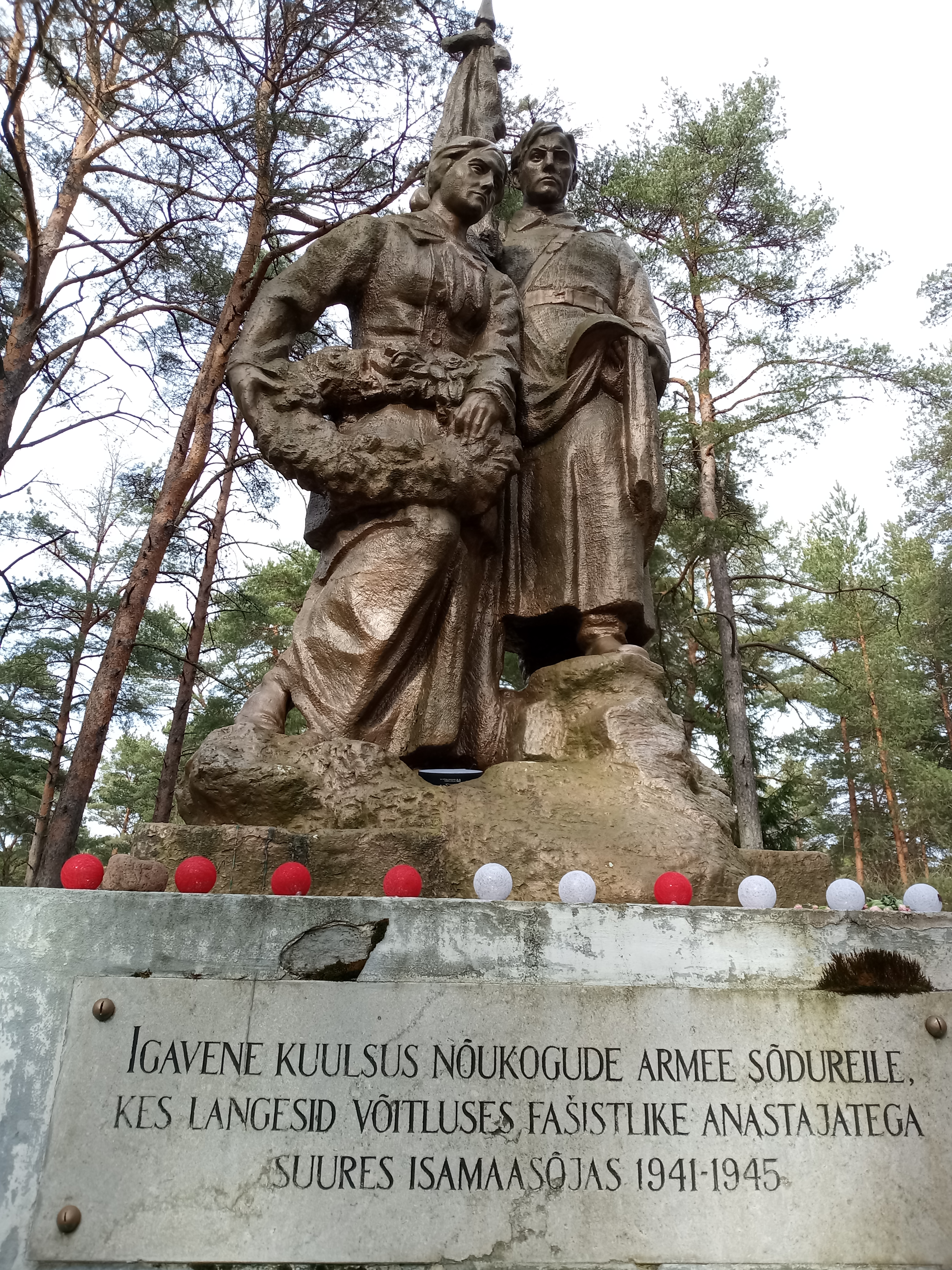
Братская могила советских воинов, павших во Второй мировой войне, Нарва-Йыэсуу
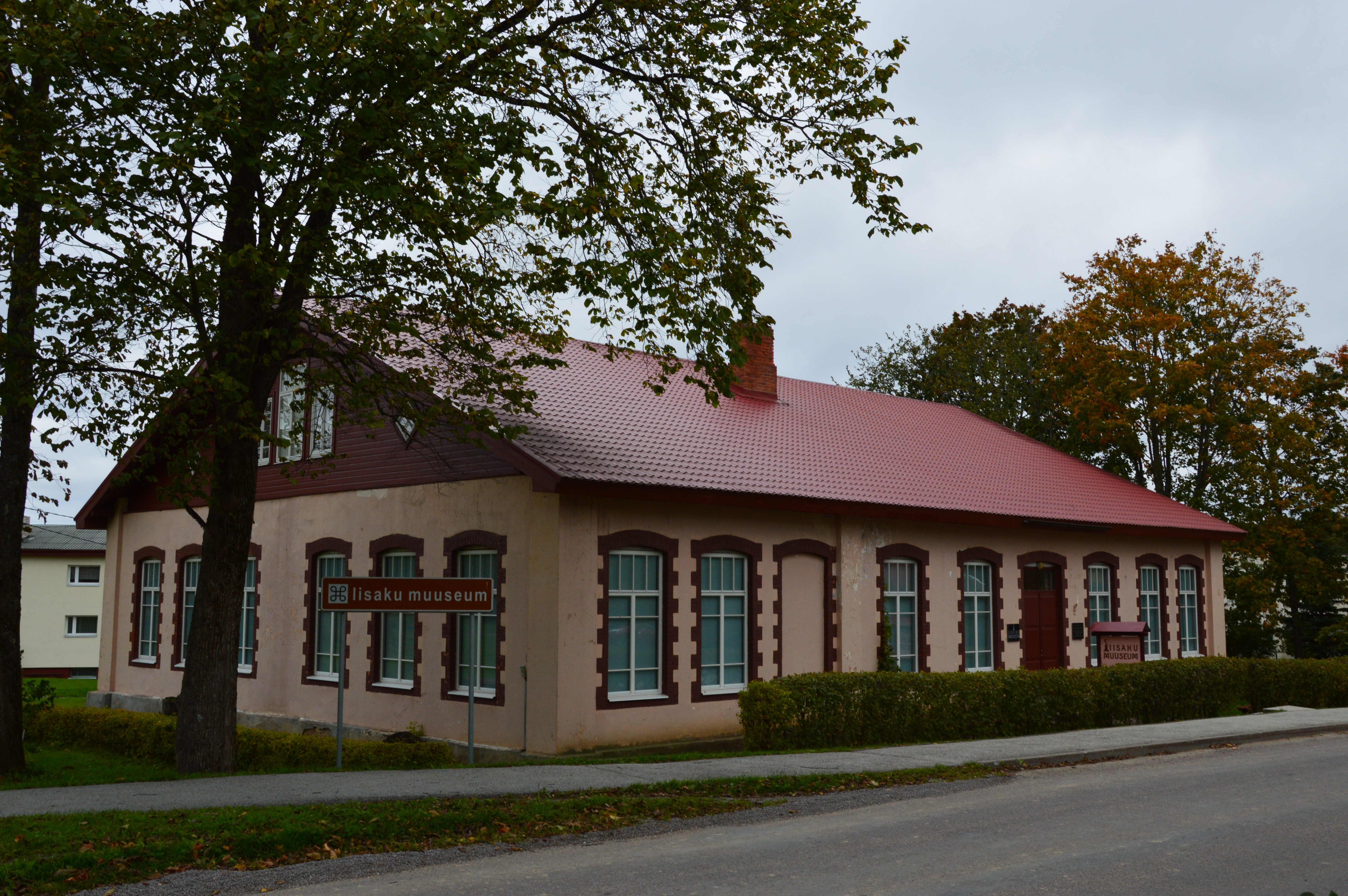
Музей Ийзаку
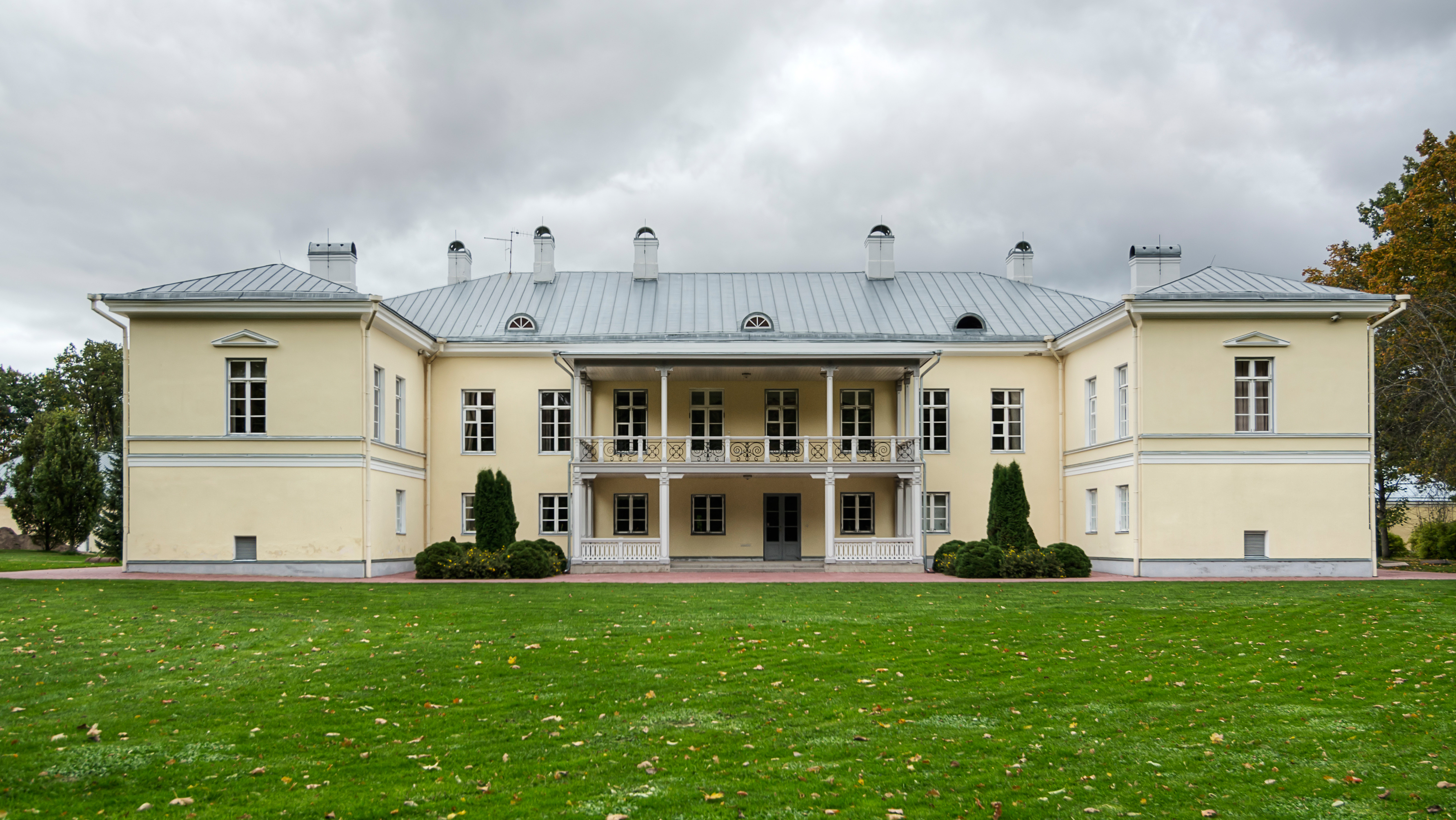
Мыза Ментак (Мяэтагузе)
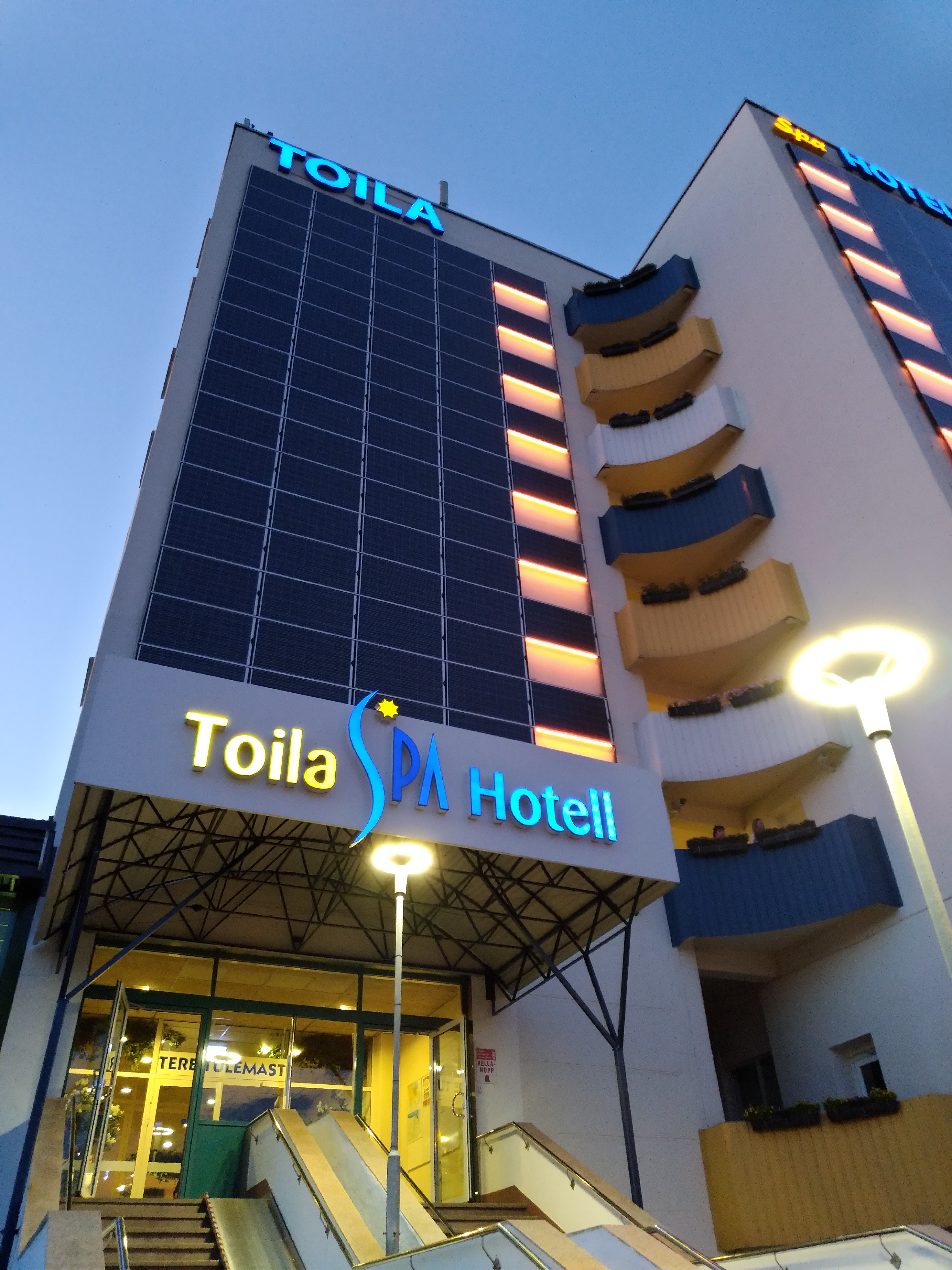
Спа-отель «Toila SPA»

## Комментарии
1. ↑  Эстонские топонимы, оканчивающиеся на -а, не склоняются и не имеют женского рода (исключение — Нарва)[7].